# Keilit
Keilit ist ein sehr selten vorkommendes Mineral aus der Mineralklasse der „Sulfide und Sulfosalze“ mit der idealisierten chemischen Zusammensetzung FeS und damit chemisch gesehen Eisen(II)-sulfid. Als eisendominiertes Analogon von Niningerit (MgS) und mit diesem eine Mischkristall-Reihe bildend, ist bei natürlich vorkommenden Keiliten immer ein Teil des Eisens durch Magnesium ersetzt (substituiert). Daher wird die Mischformel meist mit (Fe,Mg)S angegeben.
Keilit kristallisiert im kubischen Kristallsystem, konnte jedoch bisher nur in Form körniger Mineral-Aggregate von bis zu 0,5 mm Größe gefunden werden. Das Mineral ist in jeder Form undurchsichtig (opak) und zeigt auf den Oberflächen der hellgrauen, im Auflicht auch bläulichgrauen Körner einen metallischen Glanz.

## Etymologie und Geschichte
In der Erstbeschreibung von Niningerit 1967 durch Klaus Keil und Kenneth G. Snetsinger wurden sechs Enstatit-Chondriten ausgewertet. Drei dieser Meteoriten, namentlich Abee aus Kanada, Adhi Kot (Typ EH4) aus Pakistan und Saint-Sauveur (Typ EH5) aus der gleichnamigen französischen Gemeinde, konnten auch Phasen mit dem Atomverhältnis von Fe : Mg mit einem höheren Eisen- als Magnesiumgehalt nachgewiesen werden.
Bei der Nachbearbeitung der Beschreibung zum Niningerit für einen Eintrag in der International Encyclopedia of Minerals, den Masaaki Shimizu verfasst hatte, stellte Joseph Anthony Mandarino fest, dass die von Keil und Snetsinger veröffentlichten Daten für Niningerit tatsächlich aus Daten für zwei Mineralarten bestanden, nämlich Niningerit im engeren Sinne (Mg,Fe)S und dem bisher unbenannten, eisendominierten Analogon von Niningerit.
Die Analyse und Erstbeschreibung dieses Eisen-Analogons wurde von Shimizu, Mandarino und Hideto Yoshida zusammengestellt. Sie benannten das Mineral nach dem deutsch-US-amerikanischen Mineralogen Klaus Keil und sandten ihre Untersuchungsergebnisse und den gewählten Namen und zur Prüfung an die International Mineralogical Association gesandt (Eingangsnunner der IMA: 2001-053), die den Keilit als eigenständige Mineralart anerkannte.
Das Typmaterial des Minerals wird in der Mineralogischen Sammlung des Institute of Geophysics and Planetology der University of Hawaii in Honolulu (Kürzel: UHIGP) unter der Katalog-Nummer UH 13 aufbewahrt.
Das Mineral kommt zwar wie beschrieben in mehreren Meteoriten vor, macht jedoch allein 11 Volumenprozent von Abee aus, der daher als Typlokalität gilt.
Die seit 2021 ebenfalls von der IMA/CNMNC anerkannte Kurzbezeichnung (auch Mineral-Symbol) von Keilit lautet „Ke“.

## Klassifikation
Da der Keilit erst 2001 als eigenständiges Mineral anerkannt wurde, ist er in der seit 1977 veralteten 8. Auflage der Mineralsystematik nach Strunz noch nicht verzeichnet.
Im zuletzt 2018 überarbeiteten und aktualisierten Lapis-Mineralienverzeichnis nach Stefan Weiß, das sich im Aufbau noch nach dieser alten Form der Systematik von Karl Hugo Strunz richtet, erhielt das Mineral die System- und Mineral-Nr. II/C.15-005. In der „Lapis-Systematik“ entspricht dies der Klasse der „Sulfide und Sulfosalze“ und dort der Abteilung „Sulfide mit dem Stoffmengenverhältnis Metall : S,Se,Te ≈ 1 : 1“, wo Keilit zusammen mit Alabandin, Altait, Clausthalit, Crerarit, Galenit, Niningerit und Oldhamit eine unbenannte Gruppe mit der Systemnummer II/C.15 bildet.
Die von der IMA zuletzt 2009 aktualisierte 9. Auflage der Strunz’schen Mineralsystematik ordnet den Keilit ebenfalls in die Abteilung der „Metallsulfide, M : S ≈ 1 : 1 (und ähnliche)“ ein. Diese ist allerdings weiter unterteilt nach den in der Verbindung vorherrschenden Metallen, so dass das Mineral entsprechend seiner Zusammensetzung in der Unterabteilung „mit Zinn (Sn), Blei (Pb), Quecksilber (Hg) usw.“ zu finden ist, wo es zusammen mit Alabandin, Altait, Clausthalit, Galenit, Niningerit und Oldhamit die „Galenitgruppe“ mit der Systemnummer 2.CD.10 bildet.
In der vorwiegend im englischen Sprachraum gebräuchlichen Systematik der Minerale nach Dana hat Keilit die System- und Mineralnummer 02.08.01.09. Dies entspricht ebenfalls der Klasse der „Sulfide und Sulfosalze“ und dort der Abteilung „Sulfidminerale“, wo das Mineral zusammen mit Alabandin, Altait, Borovskit, Clausthalit, Crerarit, Galenit, Niningerit und Oldhamit in der „Galenit-Gruppe (isometrisch: Fm3m)“ mit der Systemnummer 02.08.01 innerhalb der Unterabteilung „Sulfide – einschließlich Seleniden und Telluriden – mit der Zusammensetzung AmBnXp, mit (m+n) : p = 1 : 1“ zu finden ist.

## Chemismus
In der nur bei Synthesen zu verwirklichenden, idealen Zusammensetzung von Keilit (FeS) besteht das Mineral aus Eisen (Fe) und Schwefel (S) im Verhältnis von 1 1. Dies entspricht einem Massenanteil (Gewichtsprozent) von 63,53 Gew.-% Fe und 36,47 Gew.-% S.
Im Gegensatz dazu wies die am Typmaterial des Abee-Meteoriten gemessene Zusammensetzung Gehalte von 37,1 Gew.-% Fe und 41,0 Gew.-% S sowie 10,1 Gew.-% Magnesium (Mg), das Teile der Gitterplätze des Eisens besetzte. Zudem wurden Fremdbeimengungen von 4,02 Gew.-% Mangan (Mn), 3,03 Gew.-% Calcium (Ca), 1,84 Gew.-% Chrom (Cr) und 0,31 Gew.-% Zink (Zn) gemessen. Unter der Voraussetzung von insgesamt zwei Atomen pro Formeleinheit korrespondieren die Werte mit der empirischen Formel (Fe0,52Mg0,33Mn0,06Ca0,06Cr0,03)Σ=1,00S1,00, die zu (Fe,Mg)S vereinfacht wurde.

## Kristallstruktur
Keilit kristallisiert in der kubischen Raumgruppe Fm3m (Raumgruppen-Nr. 225) mit dem Gitterparameter a = 5,20 Å sowie vier Formeleinheiten pro Elementarzelle.

## Modifikationen und Varietäten
Die Verbindung FeS ist trimorph und kommt in der Natur neben dem kubisch kristallisierenden Keilit noch Buseckit ((Fe,Zn,Mn)S), als ebenfalls kubisch  kristallisierender Rudashevskyit ((Fe,Zn)S) und als hexagonal kristallisierender Troilit (FeS) vor.

## Bildung und Fundorte
Keilit bildet sich als akzessorischer Bestandteil in Enstatit-Chondriten und Achondriten. Als Begleitminerale können neben Niningerit unter anderem noch Enstatit (mit reliktischen Forsteritkernen), Kamacit, Oldhamit, Plagioklas, Schreibersit, Troilit (oder Pyrrhotin), Graphit, Sinoit sowie Fe-Ni-Metalle, eine (Fe,Zn,Mn)S-Phase und SiO2-Polymorphe.
Bis auf den sogenannten „Leningrader Kimberlit-Pipe“, ein Vulkanschlot im Olenjok-Becken der Republik Sacha (Jakutien) in Nordsibirien, sind alle bisherigen Keilit-Funde meteoritischen Ursprungs (Stand 2024).
Dokumentierte Meteoritenfunde sind außer dem am 9. Juni 1952 in Alberta in Kanada gefallenen Steinmeteoriten Abee (Typlokalität) sowie den anderen bereits genannten Meteoriten Saint-Sauveur (Frankreich) und Adhi Kot (Pakistan) unter anderem mehrere am Lewis-Kliff und Yamato-Gletscher entdeckte Bruchstücke in Antarktika, der in der Landgemeinde Zamość in Polen entdeckte Zaklodzie, die im Sudan gefundenen Khor Temiki und Almahata Sitta (Bruchstück des Asteroiden 2008 TC3) und der im Jemen (ehemals Südjemen) gefundene Kaidun.